# Театральна площа (Ростов-на-Дону)
Театра́льна пло́ща (рос. Театральная площадь) — головна площа міста Ростов-на-Дону. Розташована в Пролетарському районі.
На площі розташовані Головне управління ПКЗ, Ростовський академічний театр драми ім. М. Горького, офіси відомих компаній, наприклад, Стелла-банк.
Будівля управління Північно-Кавказької залізниці (колишнього Управління Владикавказької залізниці) є пам'яткою суспільної архітектури початку XX ст., побудована в традиціях раціоналістичного напряму стилю модерн.
Також на площі розташовується меморіал «Воїнам за звільнення міста від німецько-фашистських загарбників», встановлений до 40-річчя перемоги у Другій світовій війні. Пам'ятник являє собою стелу заввишки 72 м зі стилізованим позолоченим зображенням грецької богині Ніки, одягненої в плащ-намет.

## Фонтан
Поруч з театром розташований ансамбль фонтанів, автор скульптурної композиції якого — Євген Вучетич. Фонтан являє собою квадратний басейн з центральної скульптурною групою на постаменті з чотирьох атлантів, які тримають чашу (з неї б'ють угору струмені). Група оточена тумбами з фігурами жаб та черепах, з ротів яких б'ють горизонтальні струмені.
Існує міська легенда про те, що молодий скульптор надав мордочкам цих земноводних риси осіб деяких міських начальників. Скульптурні статуї виготовлені з бетону.

## Галерея

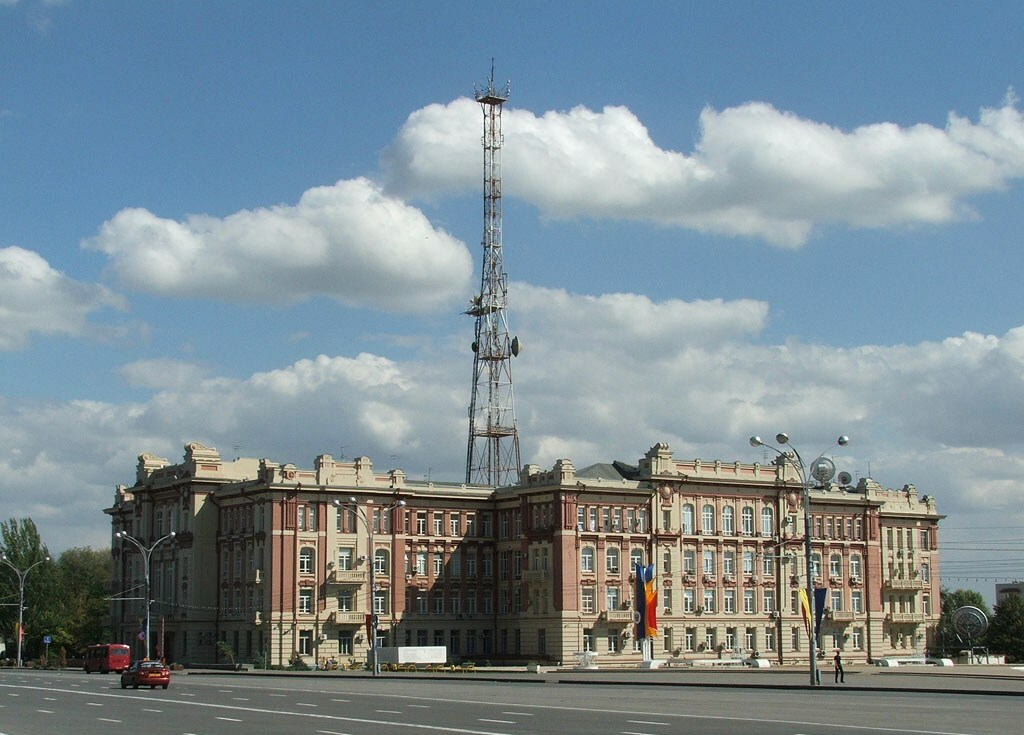
Головне управління ПКЗ